# Roosevelt Island (New York City)
Roosevelt Island ist eine schmale, rund 60 Hektar große Insel in New York City. Die 3170 Meter lange Insel befindet sich im East River zwischen den Bezirken Manhattan und Queens und trug ursprünglich den Algonkin-Namen Minnahannock, später Blackwell’s Island und hieß zwischen 1921 und 1973 Welfare Island.
Auf der zum Stadtbezirk Manhattan gehörenden Insel lebten 2020 laut US Census 11.722 Menschen. Sie ist gemeinsam mit der Upper East Side Teil des Manhattan Community Districts 8 und gehört zum 114. Bezirk des New Yorker Polizeidepartements. Die Roosevelt Island Operating Corporation ist für Verwaltung und Infrastruktur zuständig. Die Insel wurde 1969 von der Stadt für 99 Jahre an die New York State Urban Development Corporation (UDC) verpachtet. Die UDC ist ein gemeinnütziges Unternehmen für wirtschaftliche Entwicklung.

## Geschichte
Die Insel beherbergte ursprünglich Strafanstalten und Krankenanstalten wie das für seine Zustände berüchtigte New York City Lunatic Asylum, das von 1829 bis 1894 bestand. Nellie Blys Reportage über die Anstalt war ein frühes Beispiel des Enthüllungsjournalismus. Sämtliche Einrichtungen zogen im Laufe der Jahre um, wie beispielsweise die Strafanstalt, die sich heute auf Rikers Island befindet. Im Süden der Insel entstand wegen der isolierten Lage das Smallpox Hospital.
1968 stieß John Lindsay, der damalige Bürgermeister von New York, die Idee an, die ungenutzten und verfallenden Gebäude niederzureißen und die Insel in ein Wohngebiet umzugestalten. Die entsprechenden (Pacht-)Verträge wurden 1969 abgeschlossen, und in den Planungen entstand ein Wohngebiet praktisch ohne Autoverkehr. Eine zu bauende U-Bahn sollte die Insel erschließen. Als die Fertigstellung der Wohnblöcke nahte und die U-Bahn weiterhin nur auf dem Papier stand, wurde als provisorische Lösung 1976 eine Seilbahn (Roosevelt Island Tramway) errichtet, die bis zur Fertigstellung der U-Bahn im Jahre 1989 die wichtigste Verbindung blieb.
Neben den neuen Wohnblöcken befindet sich auf der Insel heute noch ein ehemaliges Krankenhaus.
Zwischen Roosevelt Island und Queens befindet sich seit 2006 auf dem Grund des East Rivers das RITE, ein Demonstrationskraftwerk zur Erzeugung von Elektrizität aus der Gezeitenströmung.
Im Dezember 2011 wurden Pläne für eine große Graduiertenschule von Technion und Cornell University veröffentlicht: Mit Investitionen von 2 Milliarden US-Dollar entstand auf dem bisherigen Gelände des Goldwater Memorial Hospital der neue Campus der Cornell Tech für Technologie, Wirtschaft, Recht und Design. Es umfasst das Jacobs Technion-Cornell Institute, ein gemeinsames akademisches Unternehmen zwischen Cornell und dem Technion – Israel Institute of Technology. Ein privater Spender war beteiligt.
Die Insel erhielt 1973 ihren heutigen Namen Roosevelt Island nach Franklin D. Roosevelt, dem 32. Präsidenten der Vereinigten Staaten. Im Oktober 2012 wurde an der Südspitze der Insel der „Four Freedoms Park“ eröffnet, der an eine Rede Roosevelts vom Januar 1941 zu den „Vier Freiheiten“ erinnern soll.

## Verkehr
Die Insel wurde früher über eine Straßenbahn, den Queensboro Bridge Trolley Shuttle, erschlossen, die auf der Queensboro Bridge einen Halt mit Aufzug auf die Insel hatte, welchen auch Pkw nutzen konnten; der Aufzug wurde 1970 demontiert. Seit 1955 besteht über die Hubbrücke Roosevelt Island Bridge nach Queens eine halbfeste Verbindung mit dem Festland.
Roosevelt Island wurde als verkehrsarme Wohngegend geplant und 1976 mit dem Roosevelt Island Tramway, einer Luftseilbahn, an Manhattan angebunden. Der erste Wohnkomplex wurde 1975 fertiggestellt. Erst am 29. Oktober 1989 nahm man die bereits lange vorher geplante U-Bahn-Strecke in Betrieb. Seitdem ist die New York City Subway mit der Linie  der Hauptverkehrsträger zwischen der Insel und den anderen Stadtteilen, während „The Tram“ inzwischen vor allem eine Touristenattraktion darstellt. Im November 2010 wurde die inzwischen komplett modernisierte Bahn wiedereröffnet. Die dreiminütige Fahrt kostet genauso viel wie die U-Bahn-Karte. Während der Stoßzeiten (Montag bis Freitag) von 7 bis 9:30 Uhr und von 15:30 bis 20 Uhr heben die Gondeln alle siebeneinhalb Minuten ab, sonst viertelstündlich.
Des Weiteren bedient NYC Ferry Roosevelt Island seit August 2017 mit Fähren der Astoria-Route (AST). Der Fähranleger befindet sich auf der Ostseite der Insel nahe der Tramway-Station.

## Ansichten

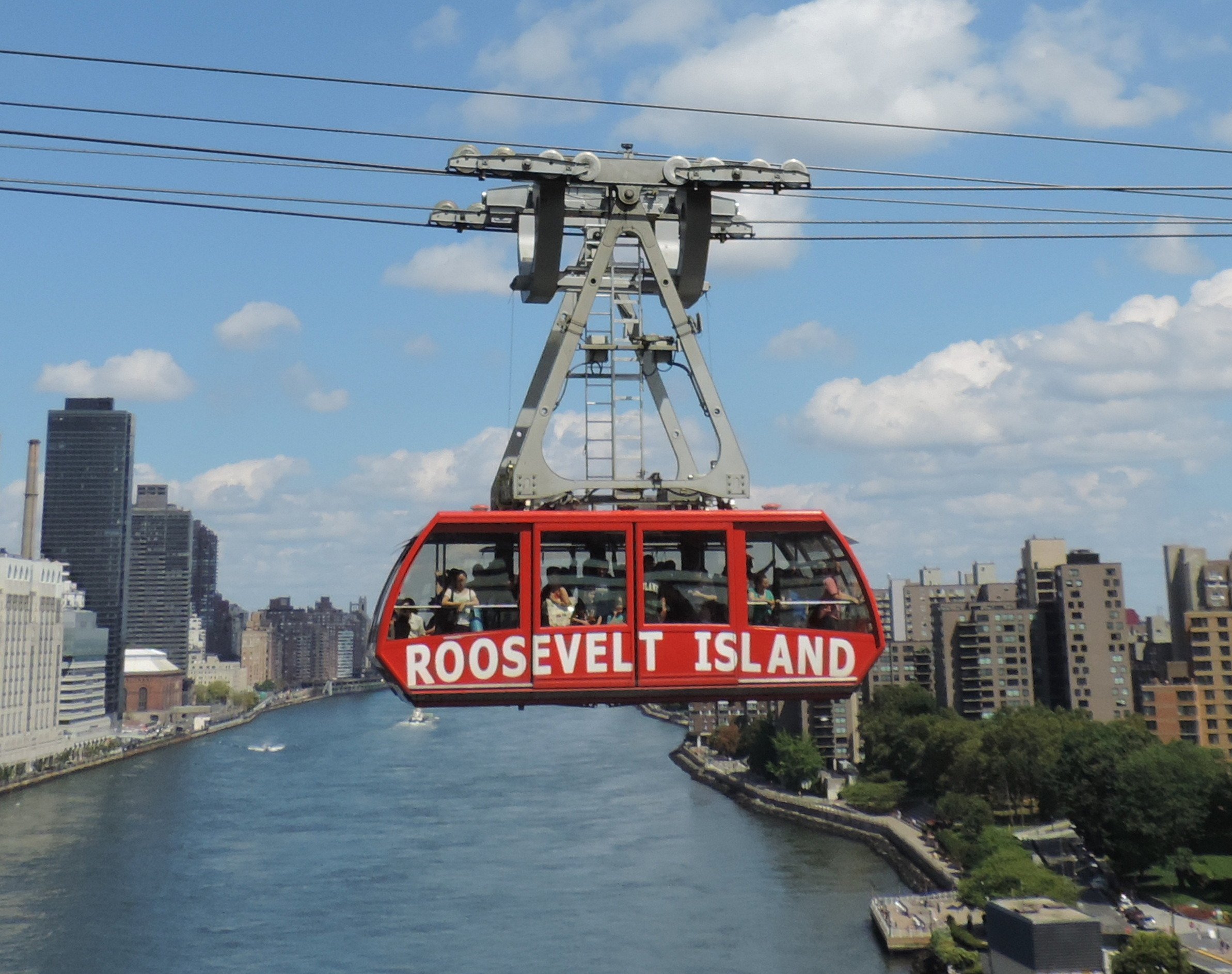
Roosevelt Island Tram
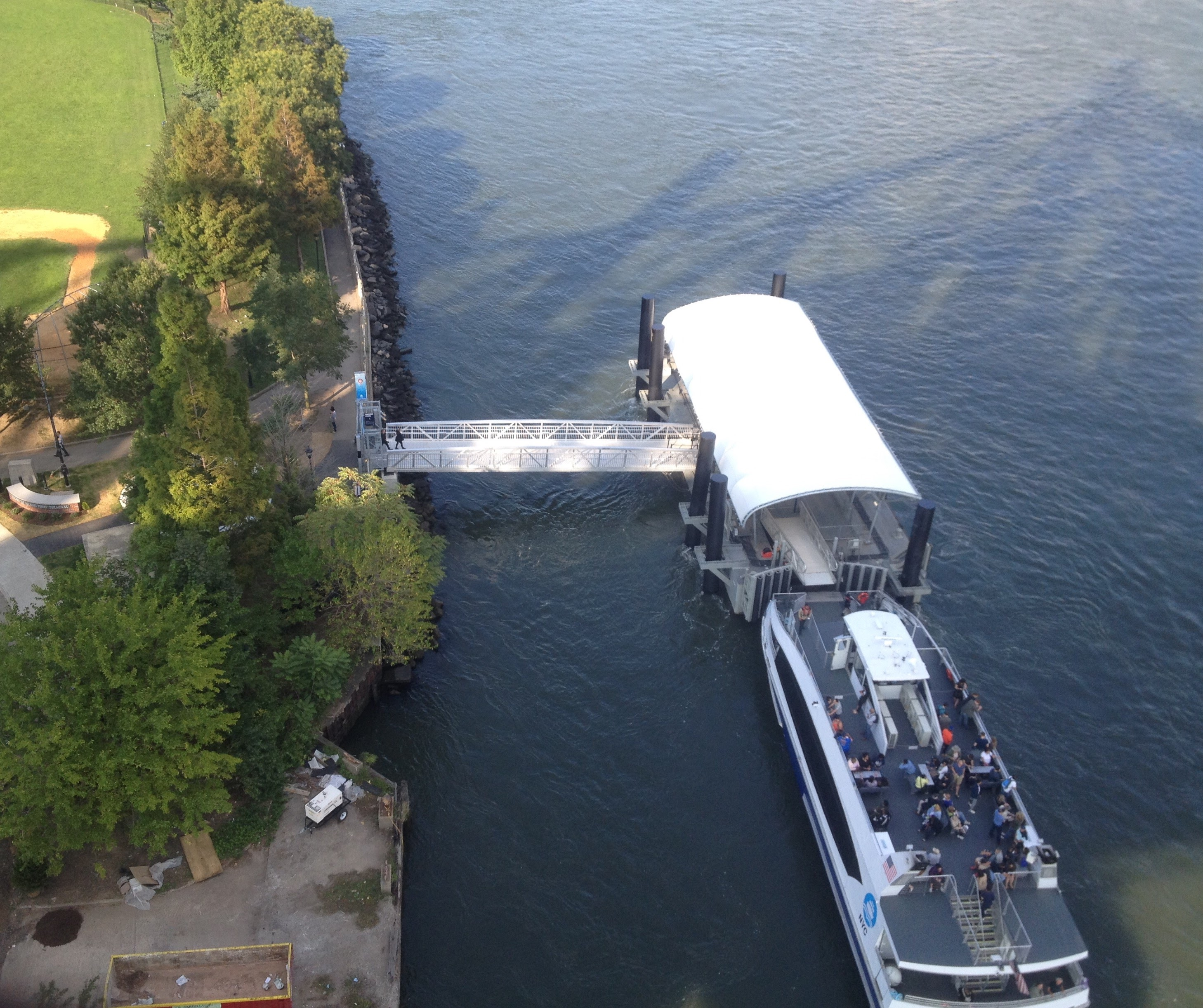
Anleger der NYC Ferry
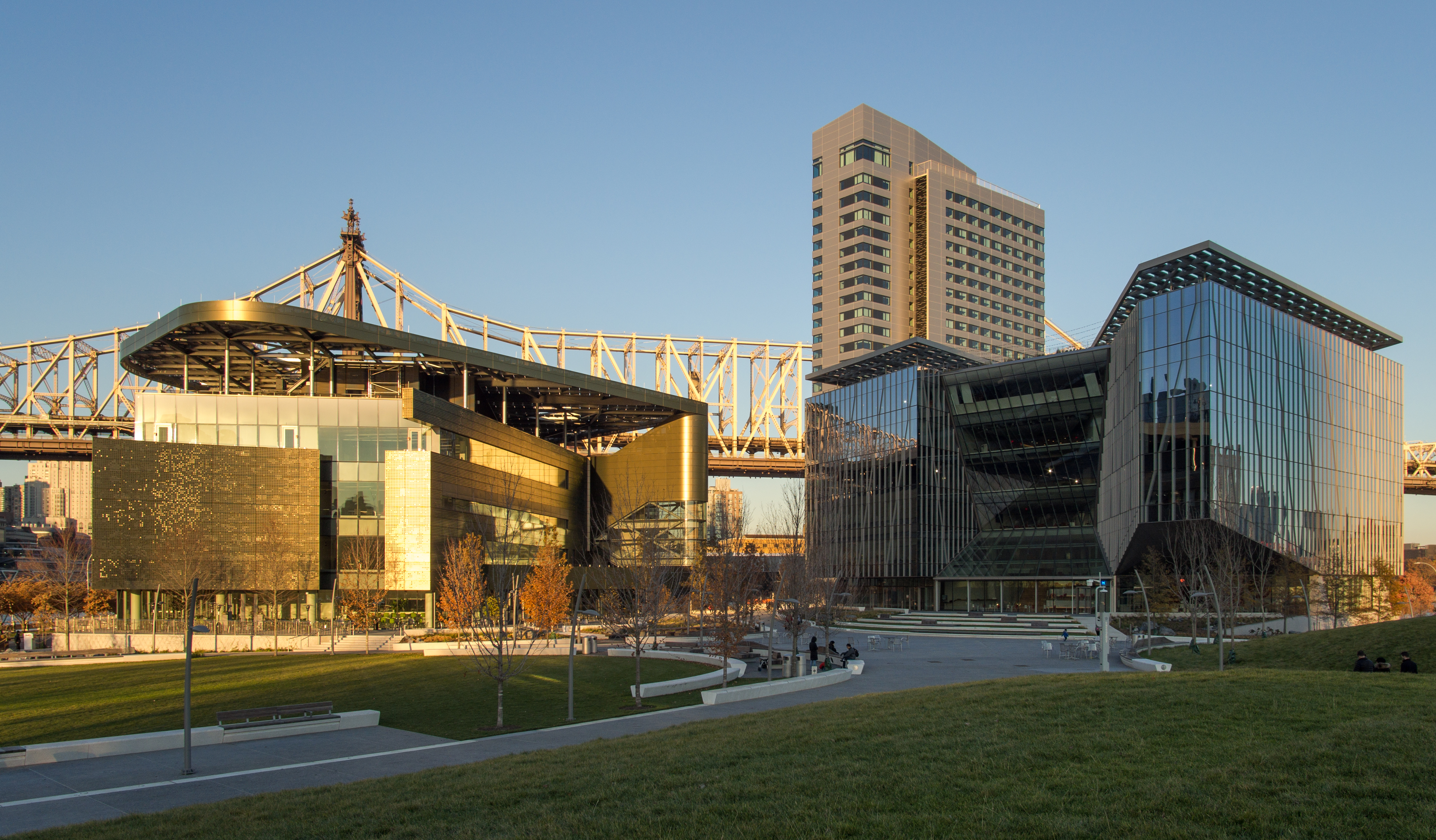
Cornell Tech
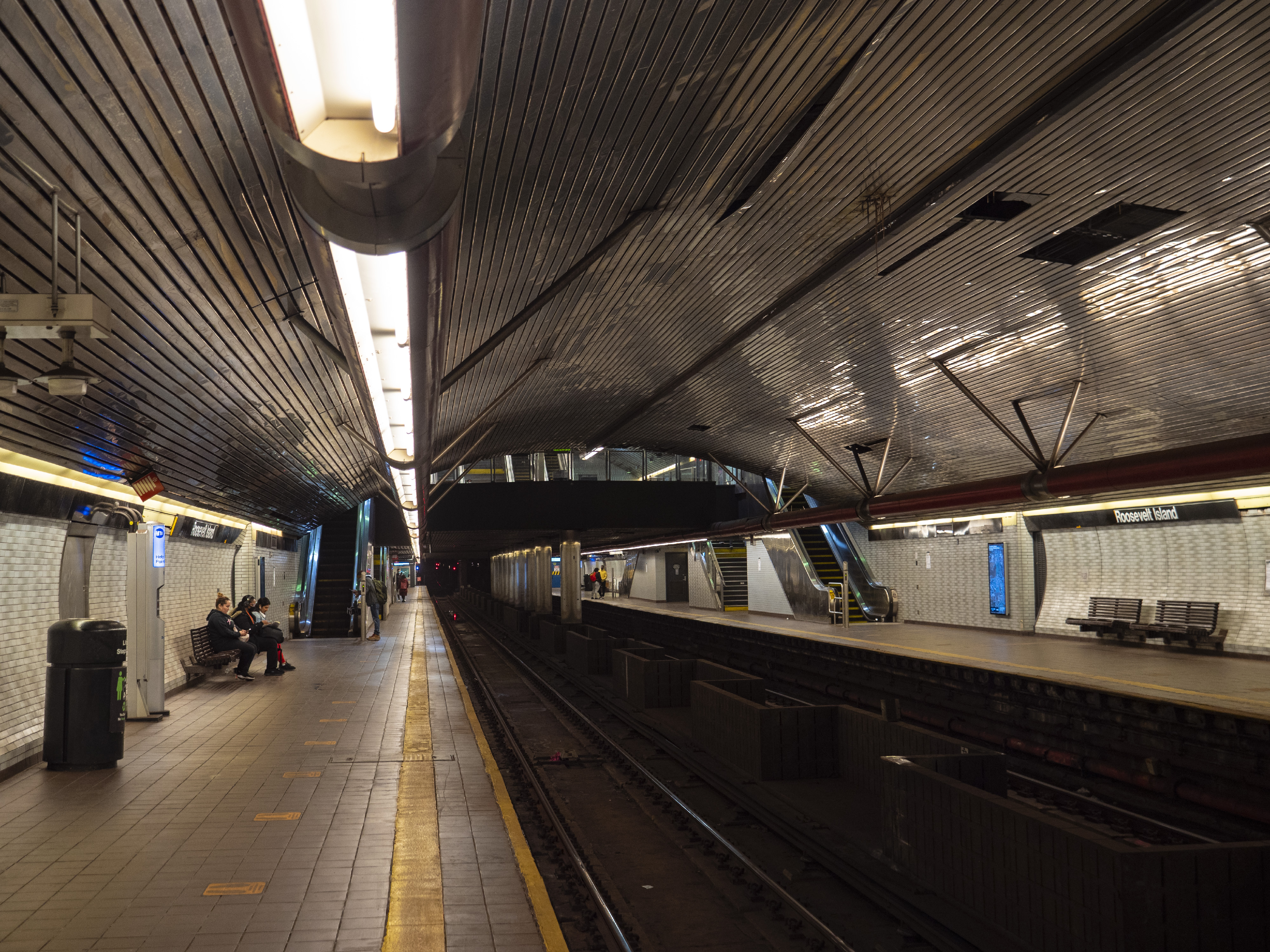
U-Bahn-Station Roosevelt Island
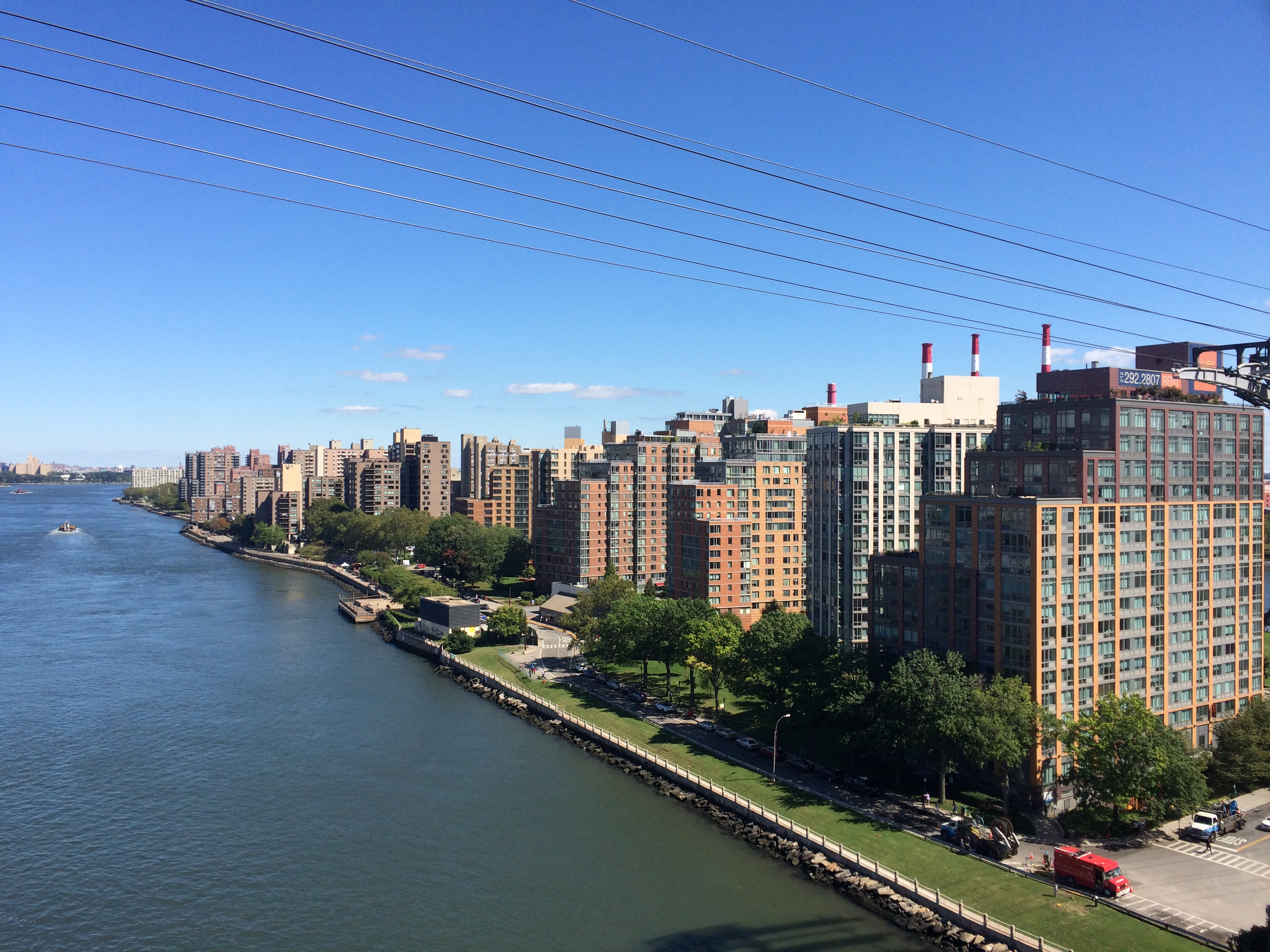
Wohnkomplexe

## Sonstiges
- Der Film Dark Water – Dunkle Wasser (2005) spielt überwiegend in einem Wohnhochhaus auf Roosevelt Island und enthält von dort einige Außenaufnahmen.
- In Die Hölle von Blackwells Island, erschienen bei J. Müller, New York 1887 (Internationale Bibliothek 2) beschreibt Johann Most seinen Aufenthalt im Gefängnis von Blackwell’s Island (online).